# Брэндеджи, Фрэнк
Фрэнк Бо́суорт Брэ́ндеджи (англ. Frank Bosworth Brandegee; 8 июля 1864, Нью-Лондон — 14 октября 1924, Вашингтон) — американский политик и юрист. Член Палаты представителей США (1902—1905) и Сената США (1905—1924).

## Ранние годы
Родился 8 июля 1864 года в Нью-Лондоне в семье члена Палаты представителей США Огастеса Брэндеджи.
В 1881 году окончил среднюю школу Балкли в Нью-Лондоне. В 1885 году получил степень по юриспруденции в Йельском колледже, где был членом общества «Череп и кости». В 1888 году он был принят в коллегию адвокатов и практиковал в Нью-Лондоне.
За всю свою жизнь никогда не был женат и детей не имел.
В 1888 году он недолго проработал в Палате представителей Коннектикута во фракции республиканцев. В 1889—1893 и 1894—1897 годах он работал юрисконсультом корпорации «Нью-Лондон».
В 1899 году он вернулся в Палату представителей Коннектикута и занял должность спикера. В 1901—1902 годах он снова занимал должность юрисконсульта корпорации «Нью-Лондон», после чего ушёл в отставку в связи с избранием в Конгресс.

## Палата представителей США
4 ноября 1902 года он был избран в 57-й Конгресс, чтобы заполнить вакантный мандат, образовавшийся после смерти Чарльза Рассела. Он был переизбран в 58-м и 59-м Конгрессах, занимая мандат до своей отставки 10 мая 1905 года, вызванной его желанием занять вакантный мандат сенатора, освободившийся после смерти Орвилла Плэтта.
Он был делегатом нескольких съездов республиканских партий штата и национального значения, а также председателем съезда Республиканской партии Коннектикута 1904 года.

## Сенат США
Заняв вакантный мандат в Сенате США, он переизбирался в него в 1908, 1914 и 1920 годах.
Убеждённый консерватор из «старой гвардии», он выступал против избирательного права для женщин, участия Америки в Лиге Наций, итогов Версальского мирного договора и «сухого закона». В 1920 году он также был одним из главных организаторов президентской кампании Уоррена Гардинга.
В Сенате он был председателем следующих комитетов: по межокеанским каналам (62-й Конгресс); по Панаме (62-й Конгресс); тихоокеанским железным дорогам (63-й, 64-й и 65-й Конгрессы); библиотечном комитете (66-й и 67-й Конгрессы); и судебной системе (68-й Конгресс).
Он был временным президентом во время нескольких сессий Сената в 62-м Конгрессе.

## Смерть и погребение
14 октября 1924 года он покончил с собой, вдохнув пары от газовой лампы в ванной комнате на третьем этаже своего дома в Вашингтоне. Согласно опубликованным отчётам, у него было слабое здоровье, и он потерял большую часть своего состояния из-за неудачных инвестиций. В сообщениях прессы того времени указывалось, что он оставил своему шофёру предсмертную записку и 100 долларов, а также еще 100 долларов для двух других домашних слуг.
Он был похоронен на кладбище «Сидар Гроув» в Нью-Лондоне.